# Ion Vlădoiu
Ion Vlădoiu, född 5 november 1968, är en rumänsk före detta fotbollstränare och professionell fotbollsspelare som spelade som anfallare för fotbollsklubbarna Argeș Pitești, Steaua București, Rapid Bukarest, 1. FC Köln, Dinamo București, Kickers Offenbach, Universitatea Craiova och UTA Arad mellan 1987 och 2004. Vlădoiu vann två ligamästerskap (1992-1993 och 1995-1996), en rumänsk cup (1991-1992) och en rumänsk supercup (1995) med Steaua București. Han spelade också 28 landslagsmatcher för det rumänska fotbollslandslaget mellan 1992 och 2000.
Efter den aktiva spelarkarriären har Vlădoiu varit tränare för Progresul București och Argeș Pitești.